# 137 (numero)
Centotrentasette è il numero naturale che segue il 136 e precede il 138.

## Proprietà matematiche
- È un numero dispari.
- È un numero difettivo.
- È un numero primo, il 33º, gemello di 139.
  - È un numero primo di Eisenstein.
  - È un numero primo troncabile a sinistra.
- È un numero nontotiente.
- È un numero strettamente non palindromo.
- È parte delle terne pitagoriche (88, 105, 137) e (137, 9384, 9385).
- È un numero congruente.
- È un numero odioso.
- È un numero poligonale centrale.

## Astronomia
- 137P/Shoemaker-Levy è una cometa periodica del sistema solare.
- 137 Meliboea è un asteroide della fascia principale del sistema solare.

## Astronautica
- Cosmos 137 è un satellite artificiale russo.